# Zona de la Falla Elsinore
La Zona de la Falla Elsinore (en inglés: Elsinore Fault Zone) es un gran estructura de falla geológica en el sur de California al oeste de los Estados Unidos. La falla es parte de la división tripartita del sistema de la falla de San Andrés y es una de las más grandes, a pesar de ser de las fallas más tranquilas en el sur de California.
La zona de la falla Elsinore, sin incluir la fallas de Whittier, Chino, y Laguna Salada, es de 180 kilómetros (110 millas) de largo, con una velocidad de deslizamiento de 4,0 milímetros / año (0,15 por año). Se estima que esta zona es capaz de producir un temblor de 6.5 a 7.5 MW. El intervalo proyectado entre los principales eventos de ruptura es de 250 años.